# Archilejeunea alata
Archilejeunea alata là một loài Rêu trong họ Lejeuneaceae. Loài này được Stephani mô tả khoa học đầu tiên năm 1893.